# Хоффман, Купер
Ку́пер Хо́ффман (англ. Cooper Hoffman, род. 20 марта 2003) — американский киноактёр. Сын актёра Филипа Сеймура Хоффмана и художника по костюмам Мими О’Доннелл. Его дебют в кино состоялся в фильме «Лакричная пицца» (2021), написанном и снятом Полом Томасом Андерсоном, частым соавтором его покойного отца. За эту роль он получил признание критиков и был номинирован, среди прочих наград, на премию «Золотой глобус» за лучшую мужскую роль в музыкальном или комедийном фильме.

## Фильмография
| Год  |   | Русское название      | Оригинальное название | Роль           |
| ---- | - | --------------------- | --------------------- | -------------- |
| 2021 | ф | Лакричная пицца       | Licorice Pizza        | Гэри Валентайн |
| 2023 | ф | Дикая кошка           | Wildcat               | Мэнли Пойнтер  |
| 2024 | ф | Киллер в отставке     | Old Guy               | Вихльборг      |
| 2024 | ф | Шоу субботним вечером | Saturday Night        | Дик Эберсол    |
| 2025 | ф | Долгая прогулка       | The Long Walk         | Рэй Гаррати    |
| 2025 | ф | Я хочу с тобой секса  | I Want Your Sex       | Эллиот         |
|      | ф | Искусственный         | Artificial            | Грег Брокман   |

## Награды и номинации
| Год  | Премия                   | Категория                                       | Фильм             | Результат |
| ---- | ------------------------ | ----------------------------------------------- | ----------------- | --------- |
| 2021 | National Board of Review | Прорывное исполнение                            | «Лакричная пицца» | Победа    |
| 2022 | «Золотой глобус»         | Лучший актёр — музыкальный или комедийный фильм | «Лакричная пицца» | Номинация |
| 2022 | «Выбор критиков»         | Лучший молодой исполнитель                      | «Лакричная пицца» | Номинация |